# Monoctenia fraternaria
Monoctenia fraternaria là một loài bướm đêm trong họ Geometridae.